# Kontumia
Kontumia es un género monotípico de helechos perteneciente a la familia  Polypodiaceae. Su única especie: Kontumia heterophylla, es originaria del Sudeste de Asia donde se distribuye por  Vietnam.

## Taxonomía
Kontumia heterophylla fue descrita por S.K.Wu & L.K.Phan y publicado en Novon 15(1): 245–247, f. 1, 2. 2005.